# ساسم حاد الحرف
ساسم حاد الحرف أو خشب الورد البورمي (الاسم العلمي:Dalbergia cultrata) هو نوع من النباتات يتبع جنس الساسم من الفصيلة البقولية.